# 日本高速公路

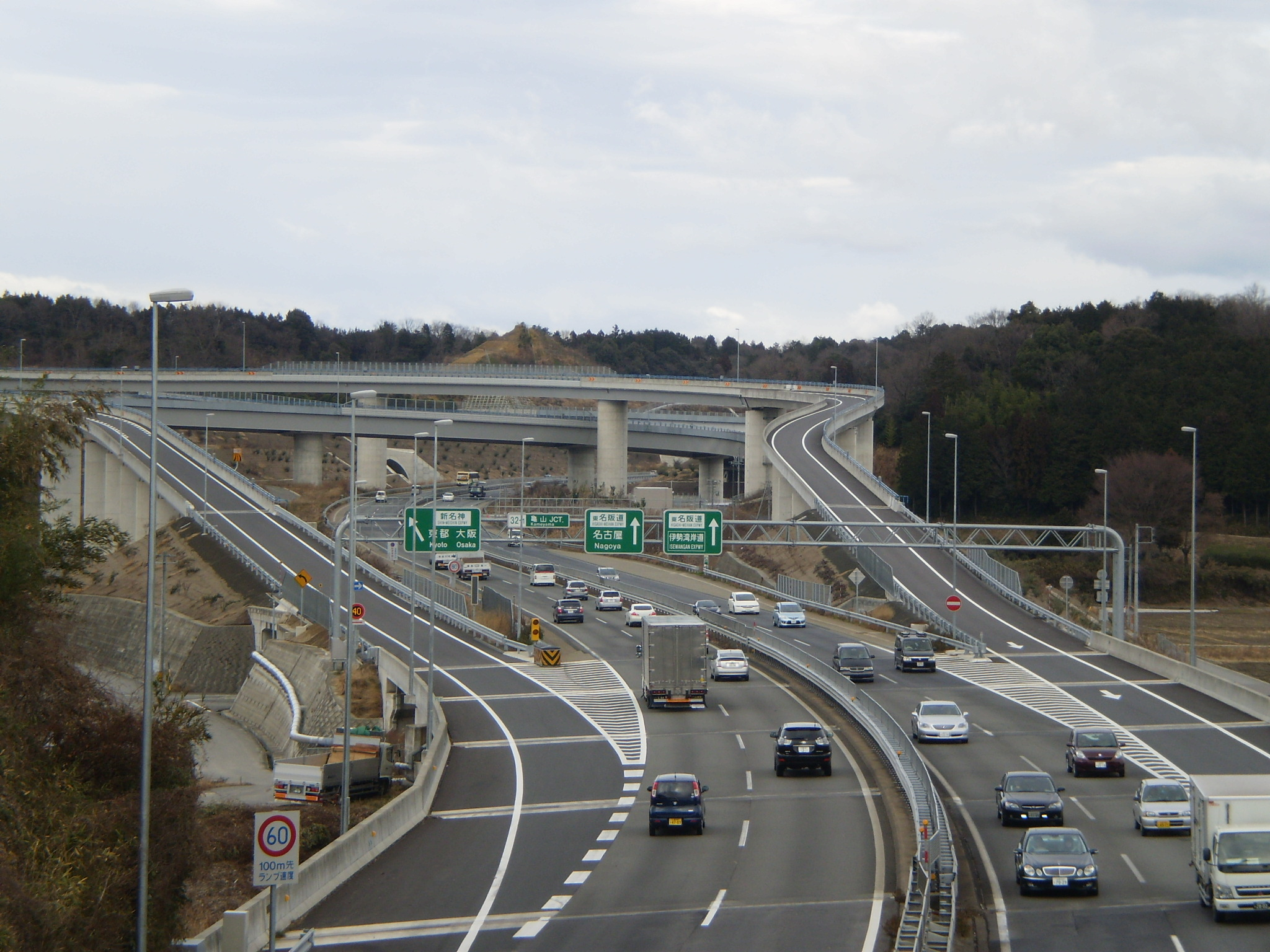
連接新名神高速道路及東名阪自動車道的龜山系統交流道

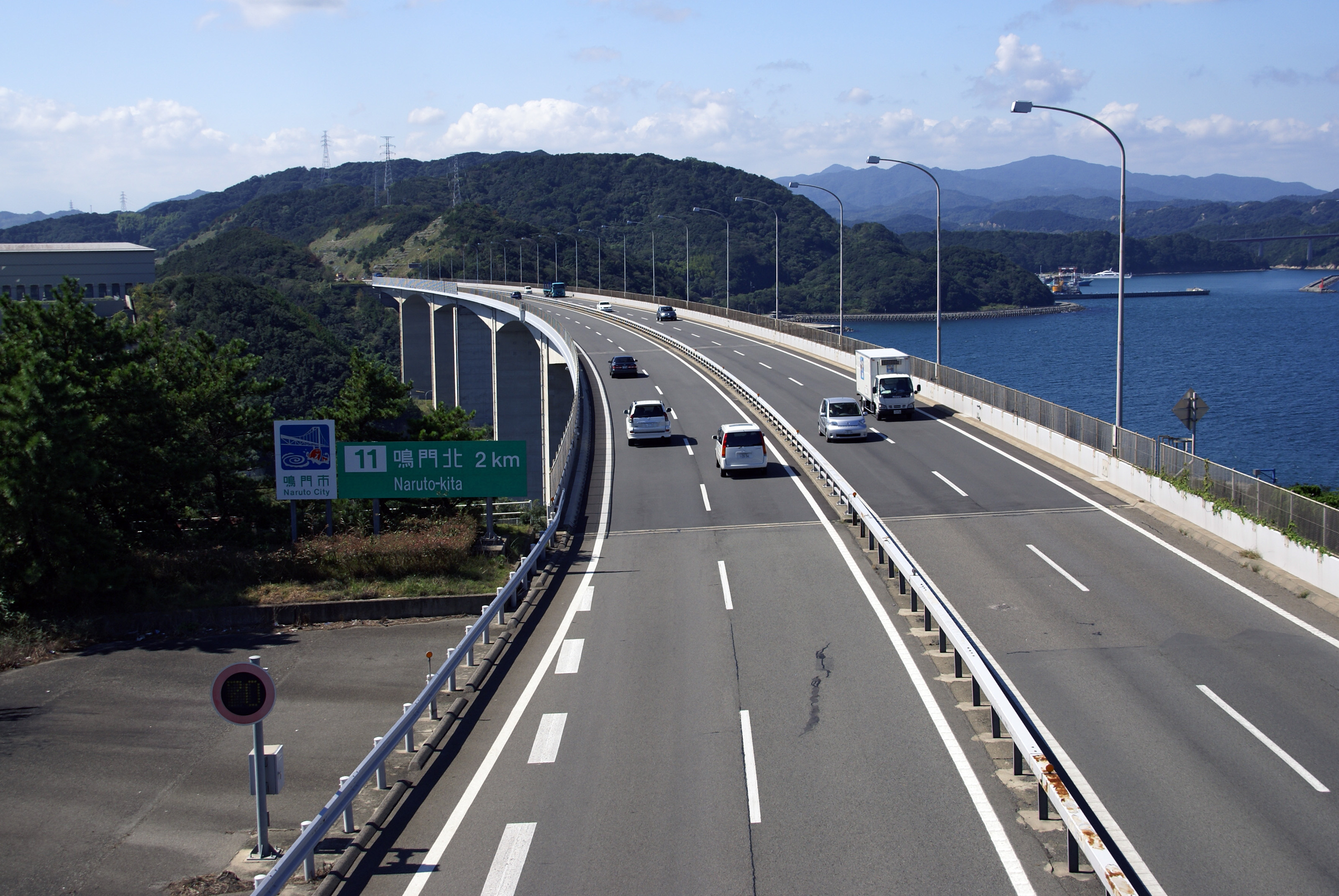
神戶淡路鳴門自動車道，為本州四國連絡道路之一

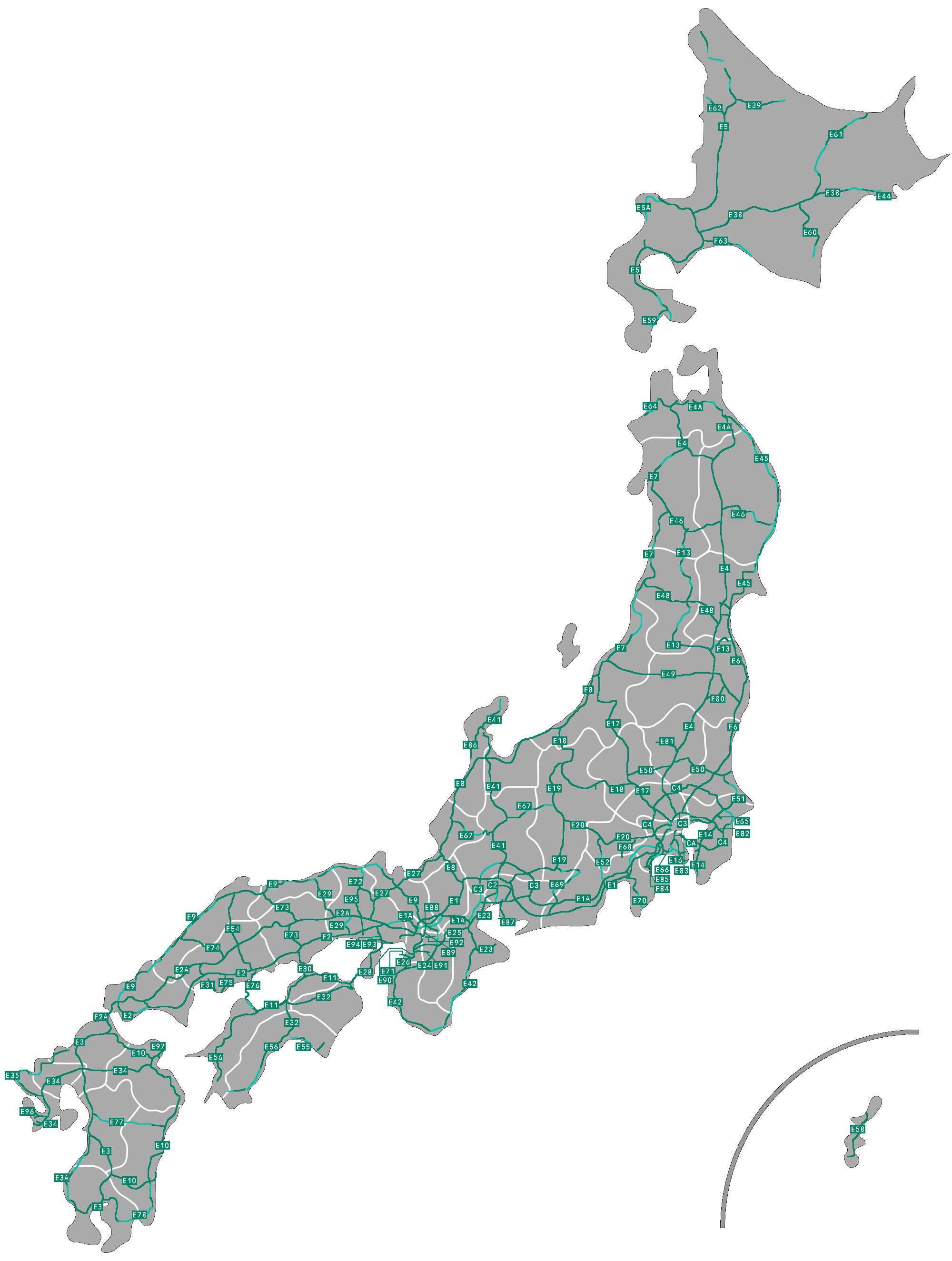
日本城際高速公路路網圖

日本的高速公路（日语：／ Kōsoku dōro */?）是一種封閉式道路，主要分為城際運輸的「高規格幹線道路」以及地區內及都會區聯繫「地域高規格道路」兩種，均為收费道路。

## 名稱
一般來說，高速公路會簡稱高速。如果以路線名指稱，則可能有營業線路名和法定線路名不同的情況。具體範例如下:
- 營業路線名：東名高速道路（略稱：東名高速、東名）
  - 法定路線名：第一東海自動車道
  - 英稱：TOMEI EXPRESSWAY（英文略稱：TOMEI EXPWY）
- 營業路線名：東北自動車道（略稱：東北道）
  - 法定路線名：東北縱貫自動車道弘前線
  - 英文名稱：TOHOKU EXPRESSWAY（英文略稱：TOHOKU EXPWY）

若該高速公路以單一名稱或地名命名則稱為「自動車道」，如東北自動車道（東北道），「東北」指的是東北地方。若該高速公路以單兩個地名命名，多稱為「高速道路」，如名神高速道路（名神高速），「名」和「神」分別指的是名古屋和神戶。
不過「高速道路」的名稱到目前為止僅使用於東名高速道路、新東名高速道路、名神高速道路、新名神高速道路四條高速公路。這是因為在推行前述兩條道路的計劃與建設時，民間廣泛地使用「高速道路」做為俗稱而在命名時考慮歷史背景採用「高速道路」，成為命名時的例外。但是中央自動車道曾經考慮使用中央高速道路作為正式名稱。
日本除了上述的全國性高速公路以外，亦存在都市高速道路。都市高速道路可簡稱為XX高，如首都高速道路簡稱首都高；單一路線則以 XX高速X號XX線的規則命名，如首都高速6號三鄉線。都市高速的環狀道路以C（Circular）開頭（例如首都高速中央環狀線，其編號為C2），但是各地的環狀線英文翻譯並不盡相同。例如阪神高速1號環狀線以L（Loop）為代表，名古屋高速都心環狀線則使用R（Ring）作為其路線編號。
高速公路在戰前到1950年代也被稱為彈丸道路。

### 英文稱呼
日本使用Expressway（略記：EXPWY）作為其境內高速公路的正式英語翻譯，不過有時也會使用Highway（ハイウェイ）為代表。「Highway」在美國的原意為幹線道路，可指包含一般國道在內的國道（英語：National Highway）與主要地方道等主要道路全體。日本的高速公路具有幹線道路的機能，同時可視為是Highway這個類別下的一種道路。

### 編號
日本的高速公路（特別是高速自動車國道）原無路線編號，因應2020年東京奧運的來臨，為便利外國旅客辨識，國土交通省在2016年3月宣布將為全國高速公路編號，在2016年10月24日提出編號方案，並於2017年2月14日發布行政命令正式實施。

## 分類
日本的高速公路分類如下。
- 高規格幹線道路
  - 高速自動車國道（A路線）

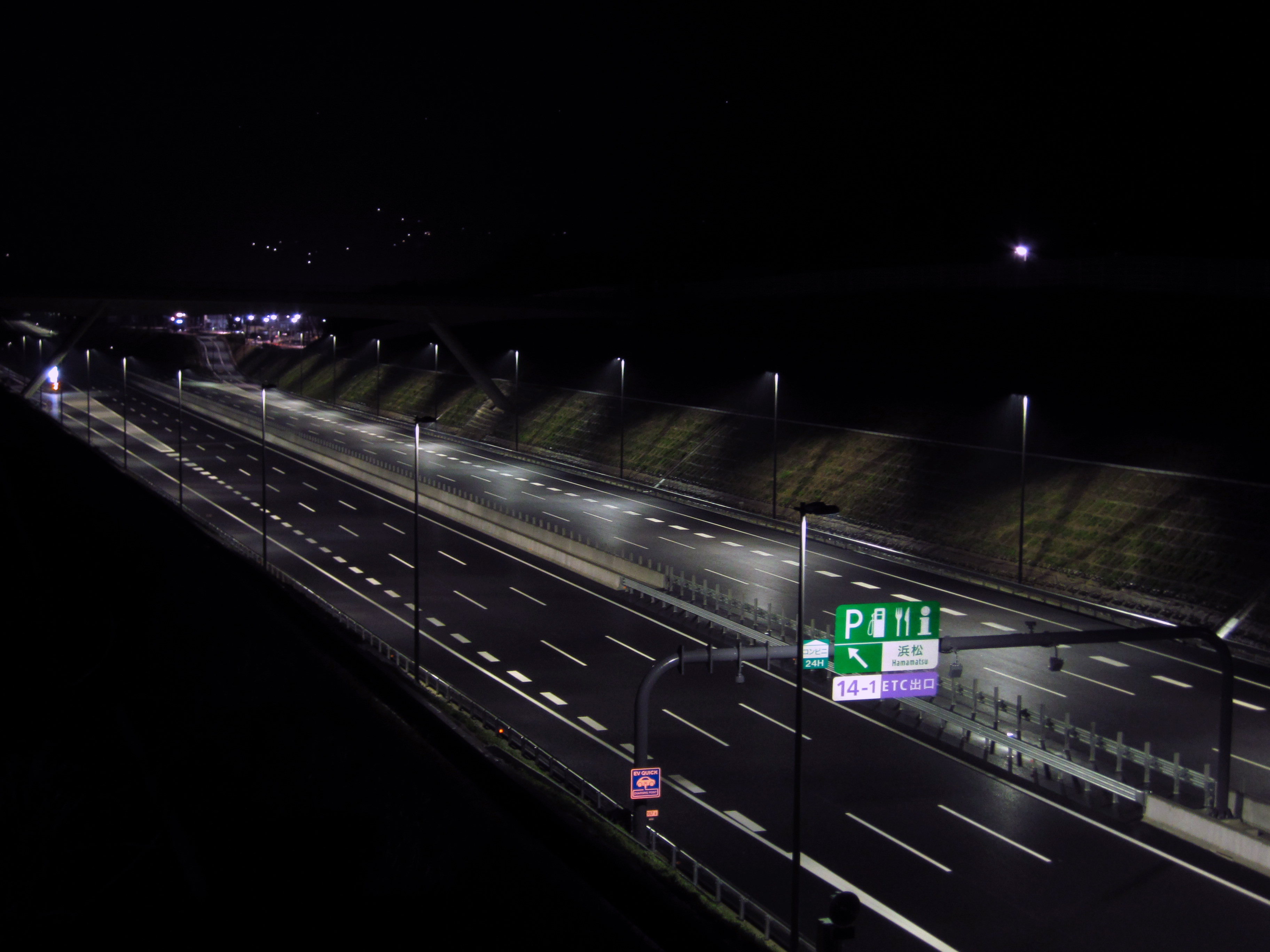
通車前夜的新東名高速公路

    - 根據高速自動車國道法第四條（高速自動車國道意義及其路線指定）和高速自動車國道路線指定政令指定的路線。原本的道路管理者是國土交通大臣，負責國道的建設及其管理。但是根據高速自動車國道之法令規定，委任東日本・中日本・西日本等各高速公路公司（民營化以前為日本道路公團（JH））擔任道路管理者。
      - 國土開發幹線自動車道（國幹道）
        - 根據國土開發幹線自動車道建設法建設或者預定的道路，是高規格幹線道路的一種。包含未通車路段，目前總長11520公里。

      - 國土開發幹線自動車道以外之指定高速公路
        - 被指定者為成田國際機場線、關西國際機場線、關門自動車道、沖縄自動車道等4路線。

  - 高速自動車國道並行一般國道快速道路（A'路線）
    - 在原本預計升格為高速自動車國道的路線中，並行一般國道需全線升級的必要性相當低。部分區間為了解決道路擁擠與山路的狹窄問題，以先升格成繞道為要務。此外，本類道路可能被編入高速自動車國道。興建本類道路時以稅金支應（中央負擔三分之二，地方負擔三分之一）或者追加東日本、中日本、西日本等各高速公路公司（民營化以前為日本道路公團）投入建設費建設。

  - 國土交通大臣指定高規格幹線道路（一般國道快速道路）（B路線）
    - 根據日本道路法第48條之2規定，由國土交通大臣指定之道路。

  - 本州四國連絡道路
    - 以B路線為標準。
- 地域高規格道路
  - 都會區快速道路
    - 都市高速道路及其重要路線。

  - 一般
    - 都會區快速道路除外的全部路線。

  - 快速道路
    - 近年來，日本的地方政府自建快速道路，用以區別高速自動車國道，不稱呼高速道路，而使用與中文名稱相同的快速道路，例如上越魚沼地域振興快速道路（日语：都市圏自動車専用道路）。
- 其他快速道路
  - 無法分類至高規格幹線道路和與地域高規格道路的快速道路。

## 道路條件、通行條件
日本高速公路須滿足以下條件。
- 出入以交流道（日本稱作IC）、匝道為限。
- 原則上雙向車道須以中央分離帶分隔之（暫定2車道除外）。
- 與其他道路、鐵道等設施立體交匯。
- 適合汽車高速行駛的線形。

此外，日本高速公路的通行條件如下
- 僅限汽車（包括125cc以上機車）通行。行人、輕型車輛、迷你車、125cc以下機車、摩托化自行車等禁止通行。
  - 日本禁止機車2人乘坐的規定被指責是「非關稅壁壘」，但隨著2005年法律修正，禁止2人乘坐之規定已經解禁。20歳以上且持有駕照（大型二輪或者普通二輪）3年以上，除駕駛以外還可搭載一人於各高速公路行駛（首都高速道路的部分路段除外）。
- 禁止在高速公路上停車（服務區、停車區除外）、臨停（收費站除外）、回轉、橫越、倒車。
- 最高速度、最低速度之規定請參照各項目。

## 歷史

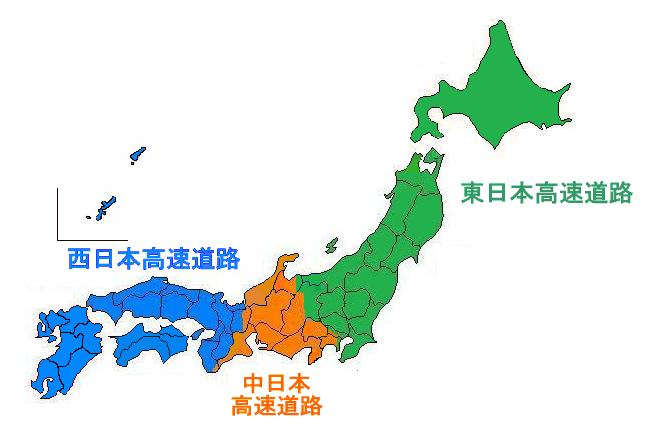
NEXCO分区图

第二次世界大战之后，日本的经济复苏带来了私人汽车使用量的巨大增长。然而现有的道路系统并不足以应对增长的需求；1956年，仅有23%的日本国道完工，其中包括了东京至大阪的国道1号的三分之二。
1956年4月，日本政府成立了以建设和经营全国高速公路为任务的日本道路公团（JH）。次年政府授权其建设和经营名古屋至神户的名神高速公路。1963年7月16日，名神高速公路栗東－尼崎段通車，這是日本首段開通的高速公路。
除了由JH管理的国家级高速公路之外，日本政府也成立了建设和经营都市区域高速公路的企业。负责首都高速公路的首都高速公路公团于1959年成立，负责阪神高速公路的阪神高速公路公团则成立于1962年；这两处都市高速网络的长度分别为301.3公里和254.2公里。
1966年，一份建设7600公里国家级高速公路的计划出台。在这份计划书下，和海岸线平行的高速公路优先建设于横越内陆山脉的路线。1987年此计划被修订为以14000公里的路网长度为目标。截至2005年3月，已经完成建造的部分长度总计达到8730公里。
2005年10月，日本道路公团（JH）、首都高速公团、阪神高速公团和本州四国联络桥公团（经营3座沟通本州和四国两岛的桥梁及道路系統），在小泉纯一郎政府的改革政策下進行公司化與民營化。JH依照其路網所在地域，分拆與改組為三家「NEXCO」公司──东日本高速公路（NEXCO东日本）、中日本高速公路（NEXCO中日本）和西日本高速公路（NEXCO西日本）；首都高速道路公团和阪神高速道路公团分别改組為首都高速道路株式会社和阪神高速株式会社；本州四国联络桥公团则改組為本州四国联络高速道路株式会社，并计划最终并入NEXCO西日本。

### 年表
- 1956年（昭和31年）
  - 3月14日：制定道路整備特別措置法[11]。
  - 4月16日：設立日本道路公團[11]。
- 1957年（昭和32年）
  - 4月16日：制定國土開發縱貫自動車道建設法[11]。
  - 4月25日：制定高速自動車國道法[11]。
  - 5月8日：舉行第1回國土開發縱貫自動車道建設審議會[11]。
  - 10月17日：下令名神高速道路・小牧交流道 - 西宮交流道間動工[11]。
- 1958年（昭和35年）7月25日：制定東海道幹線自動車國道建設法[12]。
- 1963年（昭和38年）
  - 7月16日：日本第一條高速公路名神高速道路・栗東交流道 - 尼崎交流道通車[12]。
  - 7月20日：制定關越自動車道建設法[12]。
- 1964年（昭和39年）7月1日：制定東海北陸自動車道建設法[12]。
- 1965年（昭和40年）
  - 5月28日：制定九州横斷自動車道建設法[12]。
  - 6月11日：制定中國横斷自動車道建設法[12]。
  - 7月1日：名神高速道路・小牧交流道 - 一宮交流道通車，同時全線通車[12]。
  - 10月20日：全國高速自動車國道建設協議會開始運作[12]。
  - 11月1日：決定東北、中央、北陸、中國以及九州等縱貫五道相關基本計畫[12]。
- 1966年（昭和41年）7月1日：制定國土開發幹線自動車道建設法。制定總長7,600km的路網[12]。
- 1969年（昭和44年）5月26日：東名高速道路・大井松田交流道 - 御殿場交流道通車，東名高速道路全線通車[13]。
- 1972年（昭和47年）10月1日：改正部分道路整備特別措置法施行令，採用收費集中制[13]。
- 1973年（昭和48年）
  - 9月6日：中央自動車道・瑞浪交流道 - 多治見交流道通車，已通車長度突破1,000公里[13]。
  - 11月14日：關門橋通車[13]。
- 1976年（昭和51年）12月19日：中央自動車道・韮崎交流道 - 小淵澤交流道通車，已通車長度突破2,000公里[13]。
- 1981年（昭和56年）10月29日：宮崎自動車道・都城交流道 - 宮崎交流道通車，宮崎自動車道全線通車[14]。
- 1982年（昭和57年）
  - 3月30日：關越自動車道・越後川口交流道 - 長岡交流道、常磐自動車道・谷田部交流道 - 千代田石岡交流道、山陽自動車道・龍野西交流道 - 備前交流道等3路段通車、已通車長度突破3,000公里[14]。
  - 11月10日：中央自動車道・勝沼交流道 - 甲府昭和交流道通車，中央自動車道全線通車[14]。
- 1983年（昭和58年）3月24日：中國自動車道・千代田交流道 - 鹿野交流道通車，中國自動車道全線通車。縱貫道大略成形[14]。
- 1985年（昭和60年）
  - 3月20日：廣島自動車道全線通車[14]。
  - 10月2日：關越自動車道・前橋交流道 - 湯澤交流道通車，關越自動車道全線通車[14]。
- 1987年（昭和62年）
  - 6月30日：第四次全國綜合開發計畫內閣會議決定提出14,000km的高規格幹線道路網[14]。
  - 9月1日：修正部分國土開發幹線自動車道建設法。追加3920公里的道路至既定原預定路線7,600公里成為長11,520公里的路網[14]。
  - 9月9日：東北自動車道・川口系統交流道 - 浦和交流道通車，東北自動車道全線通車並直接連結首都高速道路[15]。
  - 10月8日：高知自動車道・大豐交流道 - 南國交流道、沖繩自動車道・石川交流道 - 那霸交流道通車。已通車長度突破4,000公里[15]。
- 1988年（昭和63年）7月20日：北陸自動車道・朝日交流道 - 名利谷濱交流道通車，北陸自動車道全線通車[15]。
- 1991年（平成3年）
  - 3月28日：東名高速道路・大井松田交流道 - 御殿場交流道改建完成[15]。
  - 12月7日：濱田自動車道・千代田交流道 - 旭交流道通車，濱田自動車道全線通車。已通車長度突破5,000公里[15]。
- 1992年（平成4年）4月19日：高松自動車道・高松西交流道 - 善通寺交流道通車，四國的高速自動車國道與本州直接連結[15]。
- 1993年（平成5年）
  - 3月25日：長野自動車道・安曇野交流道 - 更埴交流道通車，長野自動車道全線通車[15]。
  - 3月29日：伊勢自動車道・勢和多氣交流道 - 伊勢交流道通車，伊勢自動車道全線通車[15]。
  - 12月3日：東名阪自動車道・名古屋交流道 - 勝川交流道通車，東名阪自動車道全線通車[15]。
- 1994年（平成6年）
  - 3月30日：東京外環自動車道・大泉交流道 - 和光交流道通車、強化首都圏的環狀機能[15]。
  - 4月2日：關西機場自動車道・泉佐野系統交流道 - 臨空系統交流道全線通車[16]。
- 1995年（平成7年）
  - 4月28日：東名高速道路・厚木交流道 - 大井松田交流道改建完成[16]。
  - 7月28日：九州縱貫自動車道・人吉交流道 - 蝦野交流道通車，九州自動車道全線開通。連結青森至鹿兒島的列島縱貫軸完成[16]。
- 1996年（平成8年）
  - 11月14日：磐越自動車道・津川交流道 - 安田交流道、上信越自動車道・小諸交流道 - 更埴系統交流道、山陽自動車道・神戶系統交流道 - 三木小野交流道通車，已通車長度突破6,000公里[16]。
  - 11月26日：大分自動車道・大分交流道 - 大分米良交流道通車，大分自動車道全線通車[16]。
  - 12月20日：名神高速道路・栗東交流道 - 瀨田東交流道改建完成[16]。
- 1997年（平成9年）
  - 3月15日：岡山自動車道全線通車[16]。
  - 10月1日：磐越自動車道・西會津交流道 - 津川交流道通車，磐越自動車道全線通車[16]。
- 1998年（平成10年）7月19日：名神高速道路・京都南交流道 - 吹田系統交流道改建完成[16]。
- 2000年（平成12年）
  - 3月11日：德島自動車道・井川池田交流道 - 川之江東系統交流道通車，徳島自動車道全線通車。連結四國4縣[16]。
  - 7月28日：松山自動車道・伊予交流道 - 大洲交流道通車，松山自動車道全線通車[16]。
- 2001年（平成13年）
  - 1月6日：國土開發幹線自動車建設審議會改為國土開發幹線自動車道建設會議[17]。
  - 3月30日：日本道路公團引進ETC。
- 2002年（平成14年）9月16日：東北中央自動車道・山形上山交流道 - 東根交流道、高知自動車道・伊野交流道 - 須崎東交流道通車，已通車長度突破7,000公里[17]。
- 2003年（平成15年）
  - 3月16日：中央自動車道・上野原交流道 - 大月交流道改建完成[17]。
  - 12月25日：舉行第1回國土開發幹線自動車道建設會議[17]。
- 2004年（平成16年）
  - 3月27日：長崎自動車道・長崎交流道 - 長崎多良見交流道通車，長崎自動車道全線通車[17]。
  - 6月9日：制定道路關係四公團民營化關係4法案[17]。
- 2005年（平成17年）6月1日：公布道路關係四公團民營化關係法令[18]。
- 2005年（平成17年）10月1日：道路關係四公團民營化會社開始運作[18]。
  - 日本道路公團→分割為NEXCO三社（東日本高速公路、中日本高速公路、西日本高速公路）
  - 首都高速道路公團→首都高速道路
  - 阪神高速道路公團→阪神高速道路
  - 本州四國連絡橋公團→本州四國連絡高速道路
- 2006年（平成18年）10月1日：引進智慧型交流道[19]。

## 国家高速公路

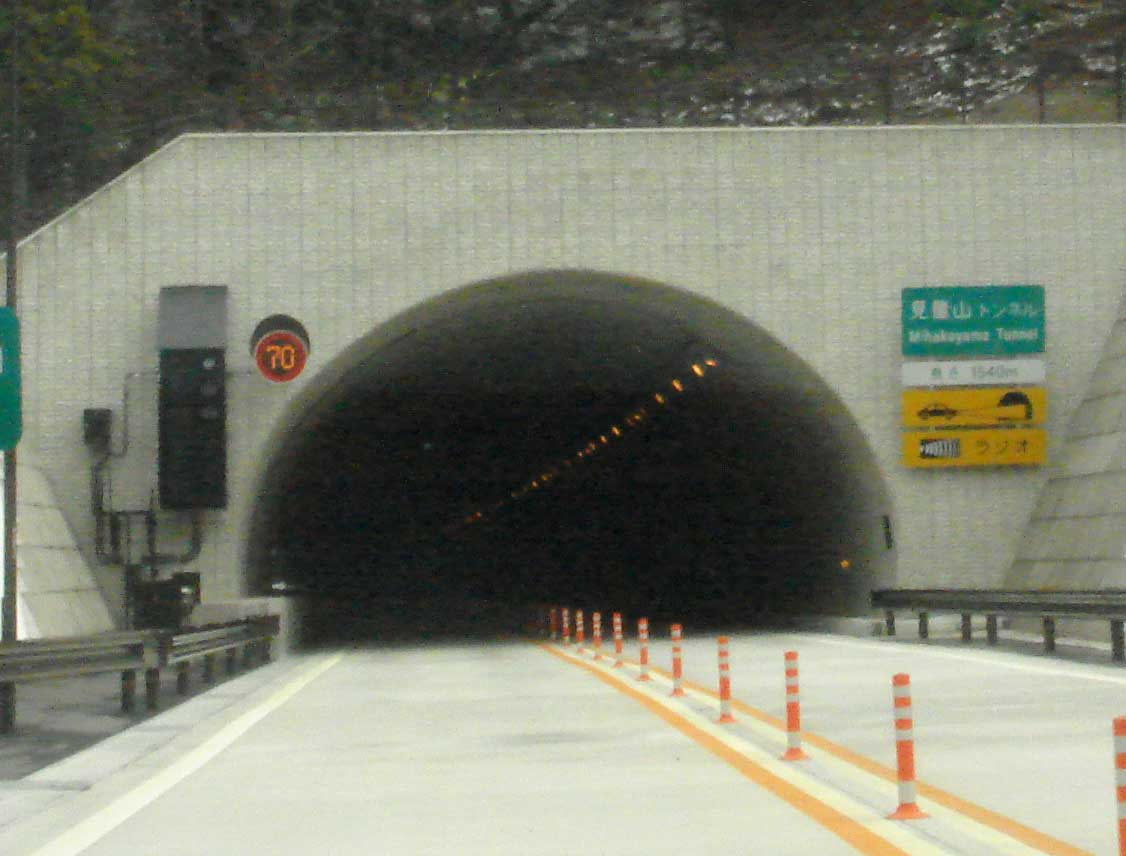
一处设置了典型的电子限速标志和提示板的隧道入口

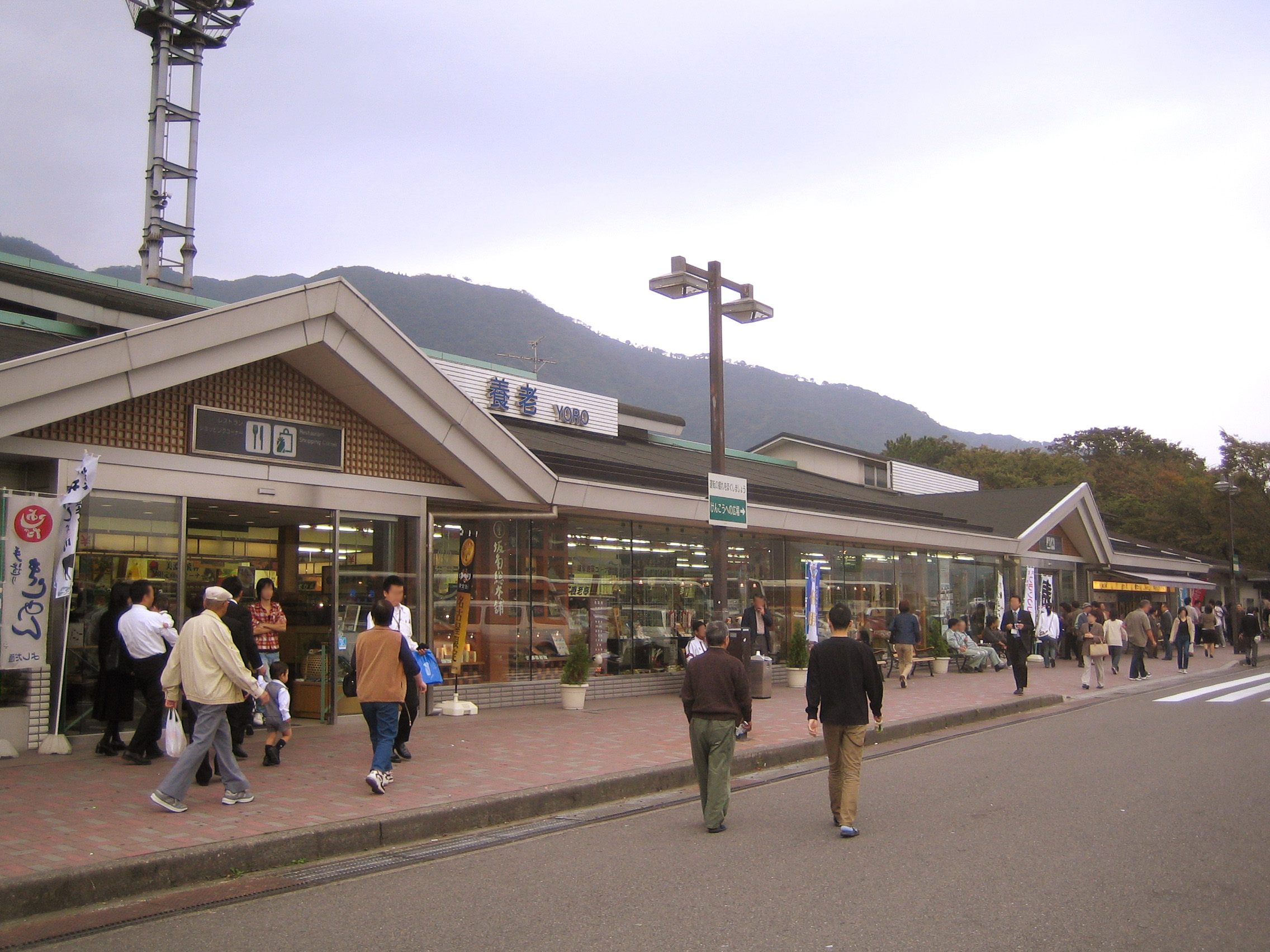
养老（Yōrō，位于岐阜）服务区

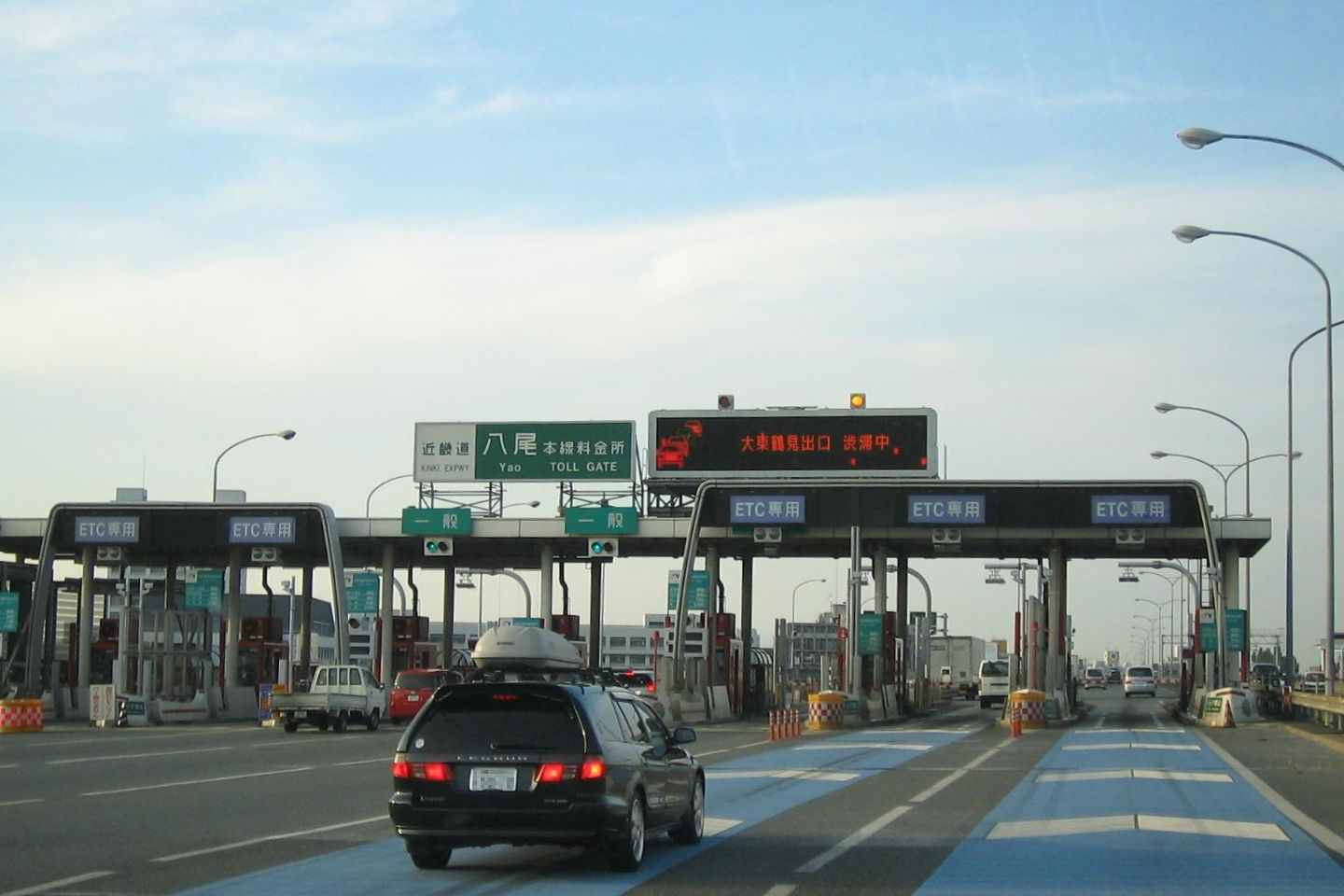
设立在近畿高速公路上的收费站。拱门下方的车道被标示为仅供使用电子道路收费系统（ETC）的车辆通行。

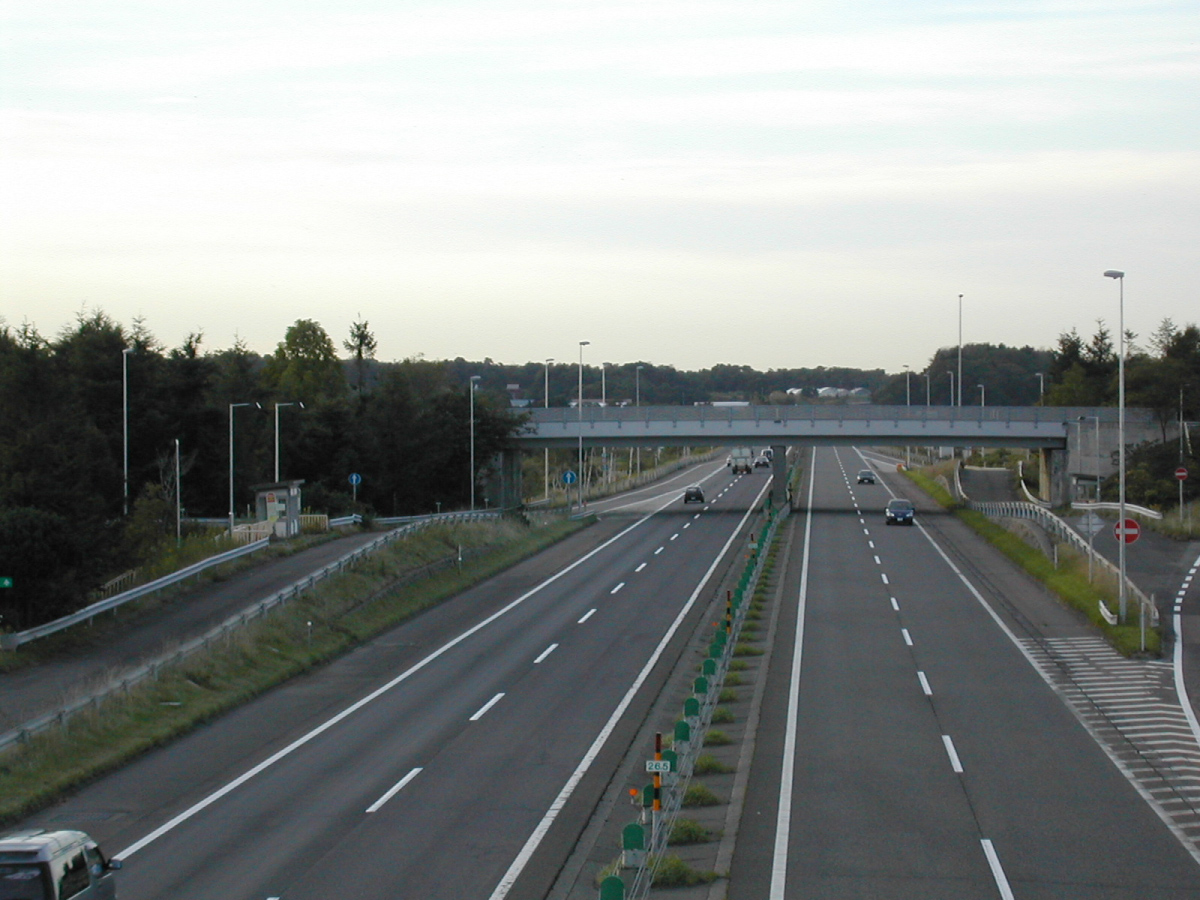
位于北海道的道央自动车道

国家高速公路（Kōsoku Jidōsha Kokudō）组成了日本的大部分高速公路。这一路网被称为可提供从本州北部的青森县到九州南部的鹿儿岛的不间断连接，也可以通达四国岛。其余的高速公路为在北海道和冲绳岛的旅行者提供服务──尽管这两处的路网并未连接至本州-九州-四国路网。

### 特征

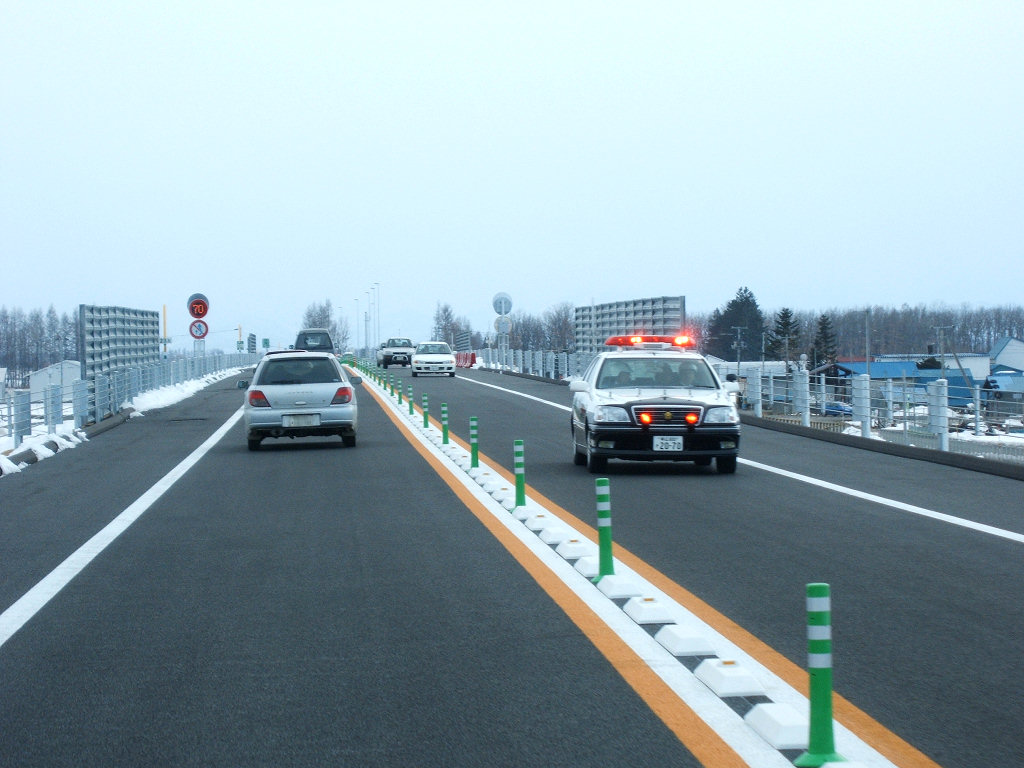
暫定2車線

高速公路的車道寬度為3.5~3.75米不等，路肩則為2.5~3.5米，原則上內側車道為超車線 (追越線)，外側車道為行駛線(走行線)。多数高速公路为具有中央分隔带的双向4车道规格；車流量大的路段則會有雙向6車道規格，以東京放射狀和大阪、名古屋、福岡近郊為主；另外只有僅少數路段擁有7車道和8車道的規格；而部分位处乡村地方的路段则仅有双向2车道，中间以栅栏隔开。2车道路段被建造为符合未来拓宽至4车道的标准。

速限標示

高速公路上的最高速度限制通常为80km/h或100km/h，同时也实施50km/h的最低速度限制。无法达到最低速度限制的车辆，如拖拉机和助动车，则被禁止使用高速公路。在路况不佳时限速可能临时降低；事故多发路段则永久性调低限速。电子限速标志可调整。

### 設施
停车区（Parking Area, PA）即休息站，通常每15公里設置一座（北海道則為25公里），裡面設有停車場、廁所、販賣機等。

#### 服務區
服務區（Service Area, SA）即服務區，通常每50公里設置一座（北海道則為80公里），裡面除了有停车区有的所有設備外，還有商店、餐廳、加油站等。

#### 照明
大部分城市路段及主要路段設置路燈，隧道口及隧道內也有照明設施。

#### 路肩
除了都市內部分狹小路段外，大部分路段設有路肩，寬度2.5米～3米不等，路側則部分裝設護欄，包括剛性護欄與柔性鋼索護欄兩種。

#### 緊急電話
高速公路每隔1公里(隧道內每200米)設有一台緊急電話，緊急電話標示有非常電話及英文SOS之字樣。

### 收费
使用国家高速公路相当昂贵，经东名高速公路从东京至名古屋的路程费用达7650日元。现时收费从单一按照通行里程等费率收费，变为以通行里程为基础费率递减收费，亦即所通行距离越远，缴付的通行费越高，但平均每千米单价将降低。此外具体的费率基于车辆类型和高速公路路段而有所不同（相较之下三家NEXCO运营商其收费水平亦不同），因此道路运营商制作有通行费价目表供参考。
而现时高速公路在不同时段和区域都提供有针对性的通行费折扣（仅限使用ETC缴费的车辆），包括早晚高峰通勤时段优惠（大都市近郊区间除外）、大都市近郊区间深夜凌晨折扣等（最高达50%折扣）。
未使用ETC自动缴费的车辆，在驶入高速公路时，需要在收费站写有“一般”字样的车道停车，由售票机处领取通行卡；在离开高速公路的收费站驶入“一般”或“一般（精算机）”车道，交回通行卡，通过收费站工作人员或收费机结算通行费（可以使用现金或信用卡缴费）。使用ETC的车辆，则在出入口通过收费站时须以20km/h的速度通过标有“ETC”的车道以完成缴费。
所有的通行费收入被归集到唯一的基金，用于整个路网的债务偿还。期望的目标是在私有化之后45年（2050年）全日本的国家级高速公路能够偿清借贷。
现有一些路段以“新直辖区间”形式建设与运营，地方和国家政府承担高速公路建造的成本（国土交通省负责管理），并在完工后将此路段免费开放使用。

## 都市高速道路

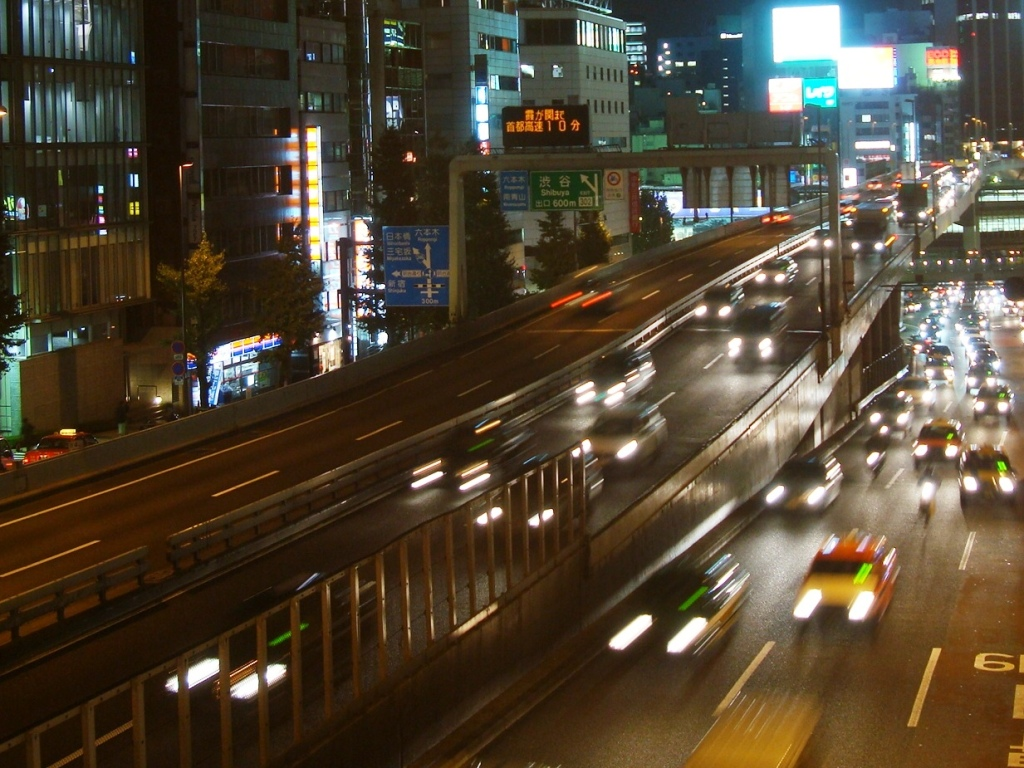
東京都的首都高速道路

都市高速道路（Toshi Kōsokudōro）是指在日本大都會區內的快速公路。因為缺乏足够土地興建快速公路，許多路段都以高架橋形式構築在當地道路或者河川上方；為了避免噪音，現在甚至會將新建路段蓋在地底下，最知名的即是長18公里的首都高速中央環狀線山手隧道。日本現有六大都市高速道路系統，其中兩個最大的路網是東京首都圈的首都高速道路和京阪神的阪神高速道路；其他地方包括名古屋、廣島、北九州和福岡都有較小型的路網。各路網皆為獨立營運（福岡高速道路和北九州高速道路由同一家營運商福岡北九州高速道路公社管理，但並不相互聯通）。

## 其他高速公路

此标志表示指示通往高速公路等级道路的入口

日本所有以高速公路规格建造的道路（包括国家级和都市高速道路）被称为自動車專用道路（Jidōsha Senyō Dōro）。若某条机动车辆专用道路不能被归入国家级或都市高速公路之列，则可能被归类为以下类型中的一种。
- 高速自動車國道並行一般國道快速道路（Kōsoku Jidōsha Kokudō ni Heikōsuru Ippan Kokudō Jidōsha Senyō Dōro）
  - 此分类中的路段是为日后与国家级高速公路主线合并而建设的。例如米澤南陽道路、东水户道路和富津馆山道路。
- 一般國道快速道路（Ippan Kokudō no Jidōsha Senyō Dōro）
  - 这一类别的路段是由国土交通大臣指定，以高速公路规格兴建的一般国道。例如首都圈中央連络自動車道和東海環狀自動車道。

## 财政

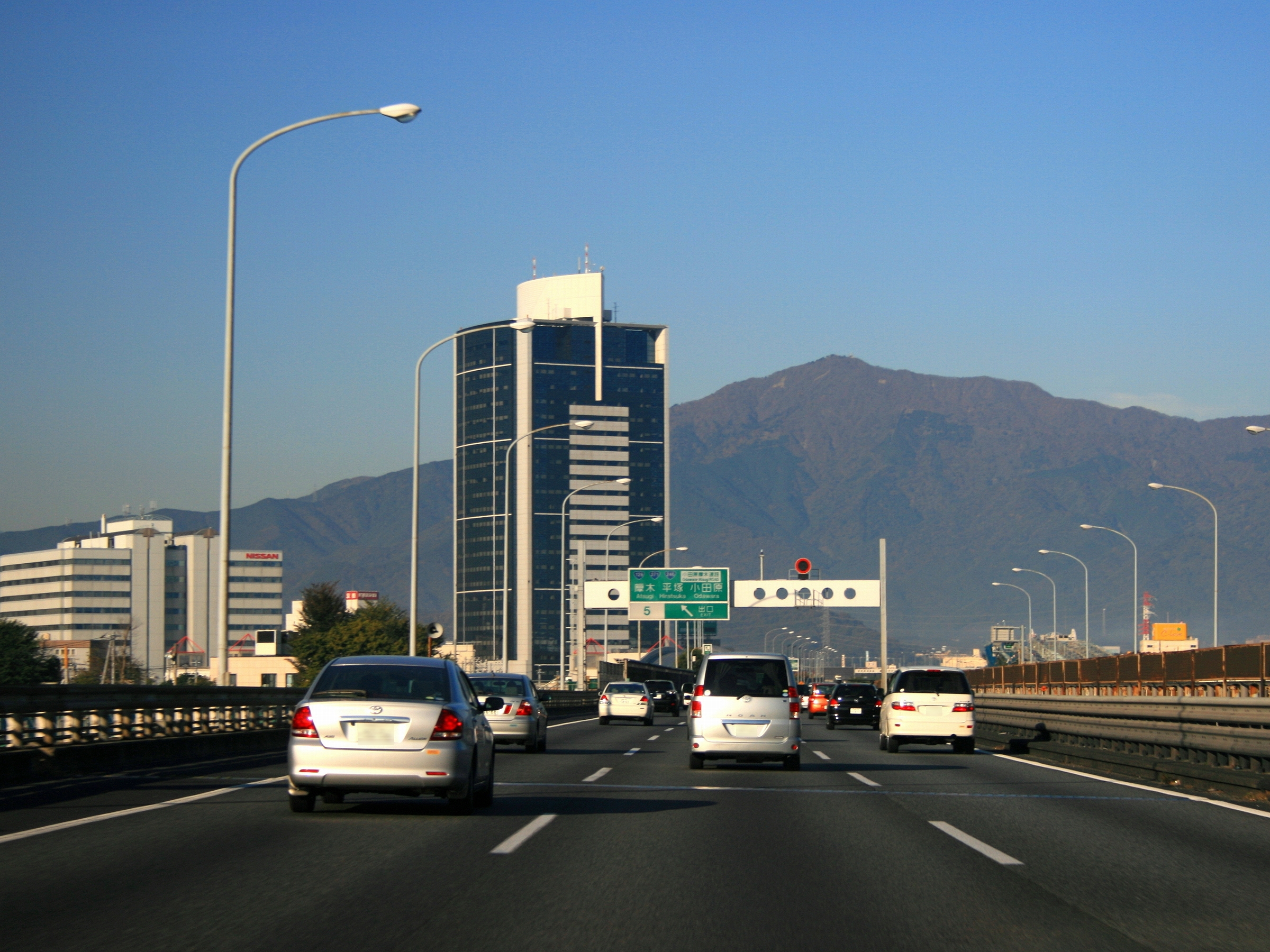
东名高速公路于厚木市附近的路段

日本的高速公路建设由借贷筹资，在还款结束之后将使高速公路变为免费通行。名神高速公路和东名高速公路的借贷自1990年起已经全数偿还。1972年的决定是将所有路段的收入归集到一起，形成一个统一的运作资金来源，因为部分路段极少被利用。抗震措施和隔音屏障等結構也被计入开销中。首相麻生太郎于2009年3月宣布了一项计划，旨在于周末和国家法定节假日时将区域性路段的通行费分别降至1000日元和1500日元；平日的通行费将降低约30%。根据国家高速道路建设协会的统计，每日共計441万辆车使用高速公路，平均行驶43.7公里。

## 外部鏈結
- 國土交通省道路局 （页面存档备份，存于）（日語）（英文）
- 高速道路編號 （页面存档备份，存于） - 國土交通省（日語）（英文）（简体中文）（繁體中文）
- Drive Plaza （页面存档备份，存于）（日本高速公路情報網站，由NEXCO東日本營運）（日語）（英文）